# Ширали-инак
Ширали-инак — последний бек — наместник бухарского эмира в Самаркандском бекстве Бухарского эмирата в 1868 году.

## Биография и политическая деятельность
Ширали был родом из персов, своим возвышением он обязан своей сестре — жене бухарского эмира Музаффара, которая помогла ему стать государственным чиновником.
В 1866 году Ширали был назначен на высокую должность инака и одновременно стал главнокомандующим бухарских войск в битве при Ирджаре в мае 1866 года. Несмотря на свою многочисленность, бухарцы потерпели полное поражение, потеряв убитыми около тысячи человек, у русских — только 12 раненых. Победа при Ирджаре открыла русскому войску путь на прикрывавшие доступ в Ферганскую долину Ходжент, крепость Нау, Джизак.
Согласно Ахмаду Донишу, эмир Музаффар, бежав с поля сражения в Бухару, был встречен враждебно настроенной к нему толпой, обвинявшей его в провале. Улемы требовали начала войны, Музаффар медлил и не решался на это. Тогда на общем совете улемы выступили против эмира открыто и объявили его недостойным занимать трон «великого Тамерлана». Покинув столицу, эмир надеялся найти себе поддержку в народной среде, однако этого не произошло, и в итоге у него не осталось иного выхода, как сместить Ширали-инака с должности главнокомандующего и продолжать войну.
После короткой опалы Ширали-инак опять при помощи сестры стал хакимом Самаркандской области в 1868 году. Недовольное население Самарканда в апреле 1868 года подняло восстание против Ширали-инака. Восстание было вызвано весьма тяжёлым жизненным положением городского населения. Единственным выходом из этого положения они искали в смещении бека другим наместником потому, что Ширали-инак был шиитом и был сторонником мира с Российской империей.
Кроме того, за верную услугу Ширали-инаку был вновь обещан пост главнокомандующего бухарских войск, а занимаемая им должность была объявлена бухарским эмиром, как дарственное. Ширали-инак старался всяким путём не выпускать из рук занимаемую должность — бека Самарканда. По данным Абдалазима Сами, «самаркандский народ из-за гнёта Ширали-инака написал (эмиру) письмо с мольбой о помощи и с просьбой отстранить (Ширали-инака) от должности и назначить другого (наместника)». Однако эмир считал Ширали-инака наиболее подходящей кандидатурой в должности самаркандского бека и отказался сменить его с занимаемого им поста. Мало того, он наказал ряд противников Ширали-инака. Тогда в городе разгорелась открытая борьба. В медресе Тилля-Кари был созван совет, на котором присутствовало несколько тысяч человек. На этом совете представители духовенства, крупные феодалы, сановники требовали активного участия всех слоёв населения города в войне против Российской империи. А основная часть среднего и мелкого купечества, ремесленники и часть другого населения требовали прекращения обирания их государственной администрацией. Они были против продолжения военных действий и требовали их прекращения. Сторонники активных военных действий, увидев своё поражение, стали на путь подстрекательства и убили парламентёров Ширали-инака. Это послужило поводом для подавления восстания силой сарбазов эмира. Кровопролитие продолжалось в течение нескольких часов. С подавлением недовольства населения Самарканда в апреле 1868 года временный перевес оказался на стороне группировок решительных действий против России.
30 апреля 1868 года действующие русские отряды двинулись в направлении города Самарканда. Тогда Ширали-инак был назначен главнокомандующим бухарских сарбазов. Он бежал с поля сражения, но опять эмир назначил его одним из чиновников своего государственного аппарата.
После присоединения Самарканда к России, внутри Самаркандского бекства к смене власти Ширали-инака образовался царский военно-чиновничий аппарат во главе с Н. Н. Головачёвым.